# Floyd (Iowa)
Pour les articles homonymes, voir Floyd.
Floyd est une ville du comté de Floyd, en Iowa, aux États-Unis. Elle est incorporée le 26 février 1899.

## Source de la traduction
- (en) Cet article est partiellement ou en totalité issu de l’article de Wikipédia en anglais intitulé « Floyd, Iowa » (voir la liste des auteurs).